# La Valle Agordina
La Valle Agordina – miejscowość i gmina we Włoszech, w regionie Wenecja Euganejska, w prowincji Belluno.
Według danych na styczeń 2009 gminę zamieszkiwało 1187 osób przy gęstości zaludnienia 24,4 os./1 km².